# DFS 230

DFS 230

DFS 230 — транспортный планёр Люфтваффе времён Второй мировой войны.
Именно благодаря модели DFS 230 10 мая 1940 года была осуществлена первая в мире операция ВДВ, в результате которой был захвачен знаменитый бельгийский форт Эбен-Эмаэль.
Планеры участвовали во многих операциях: операции «Меркурий», спасении Б. Муссолини, а также в боевых действиях в Северной Африке и обеспечении поставок продовольствия и боеприпасов войскам в осажденном Будапеште в феврале 1945 года. DFS 230 мог перевозить 9 солдат или 1,2 т груза.

## История создания
В 1930-х годах организация DFS занималась разработкой конструкции высотных и транспортных планёров. Один из её проектов вызвал у командования люфтваффе большой интерес. Планёр этого проекта буксировался самолётом и для взлёта использовал сбрасываемое шасси.
Разработчиком DFS 230 был конструктор Ганс Якобс, а производился планёр на вагоностроительном заводе в Готе.
После того, как Рейхсминистерство авиации проявило интерес к модели, разработанной «Дойче Форшунгсанштальт фюр Зегельфлюг», был заключён контракт на строительство первого прототипа. В мелкое серийное производство планёр поступил в течение 1937 года, под названием «DFS 230А». Во время испытаний несколько экземпляров были оснащены трёхлопастным несущим винтом, однако итог лётных проверок не известен.
Также было произведено несколько версий с дублированными приборами управления (данные экземпляры использовались для обучения пилотов).

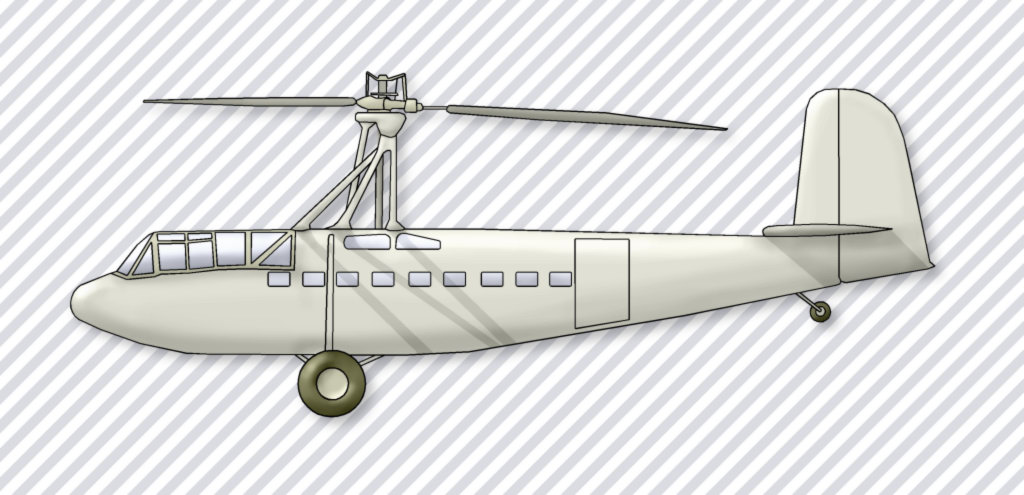
Focke Achgelis Fa 225

После первых удачных попыток с использованием для буксировки Ju 52/3m началось настоящее серийное производство, уже с новым названием DFS 230A-1. На заводах Германии и Чехословакии было произведено 12 прототипов и предсерийных машин и 1591 серийный транспортный планёр DFS 230 различных модификаций.
Первые боевые задачи с использованием DFS 230 были осуществлены в мае 1940 года, при участии 41-й десантной группы. Группа состояла из Ju 52 и DFS 230. Задачей группы было взятие форта Эбен-Эмаль и трёх мостов. После этой весьма удачной акции, завершившейся полной капитуляцией гарнизона из 1200 человек, планёры были широко применены в операции по захвату острова Крит в мае 1941 года. В операции «Меркурий» участвовало более 53 транспортных планёров DFS 230, которые перевозили как войска, так и их обеспечение. Однако на этот раз, невзирая на общий успех по захвату острова, планёры DFS 230 понесли большие потери.
Планёр широко применялся люфтваффе для тыловых диверсионных операций в течение всей Второй мировой войны. Одной из самых известных операций, была миссия по похищению в июле 1943 года итальянского диктатора Бенито Муссолини, находившегося в заключении после свержения.
Планёр также часто использовался германской армией как грузовой самолёт для доставки амуниции и оснащения на труднодоступные участки фронта.
Под конец войны, когда люфтваффе утратило господство в воздухе, был разработан вариант использования планёра как начинённого взрывчаткой тарана. Такой DFS 230 прицеплялся под истребителем Мессершмитт Bf109 и наводился им в строй бомбардировщиков союзников.

## Конструкция

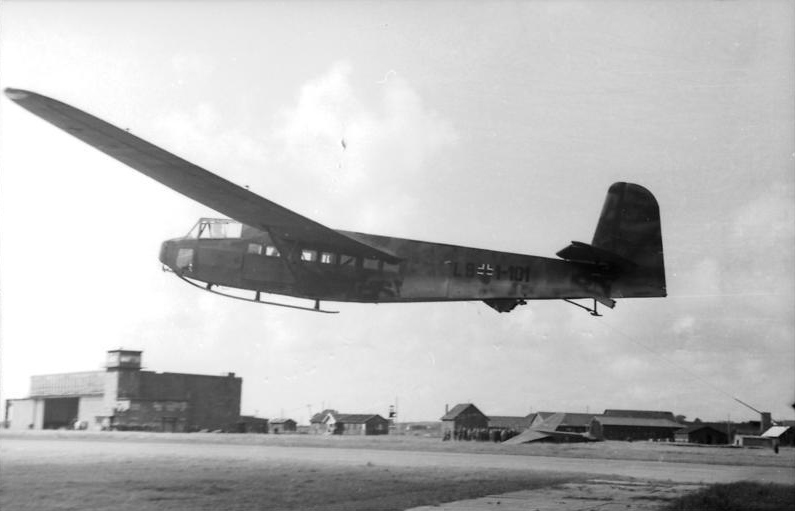
DFS 230 bei der Landung auf einem Flugplatz в Италии, 1943

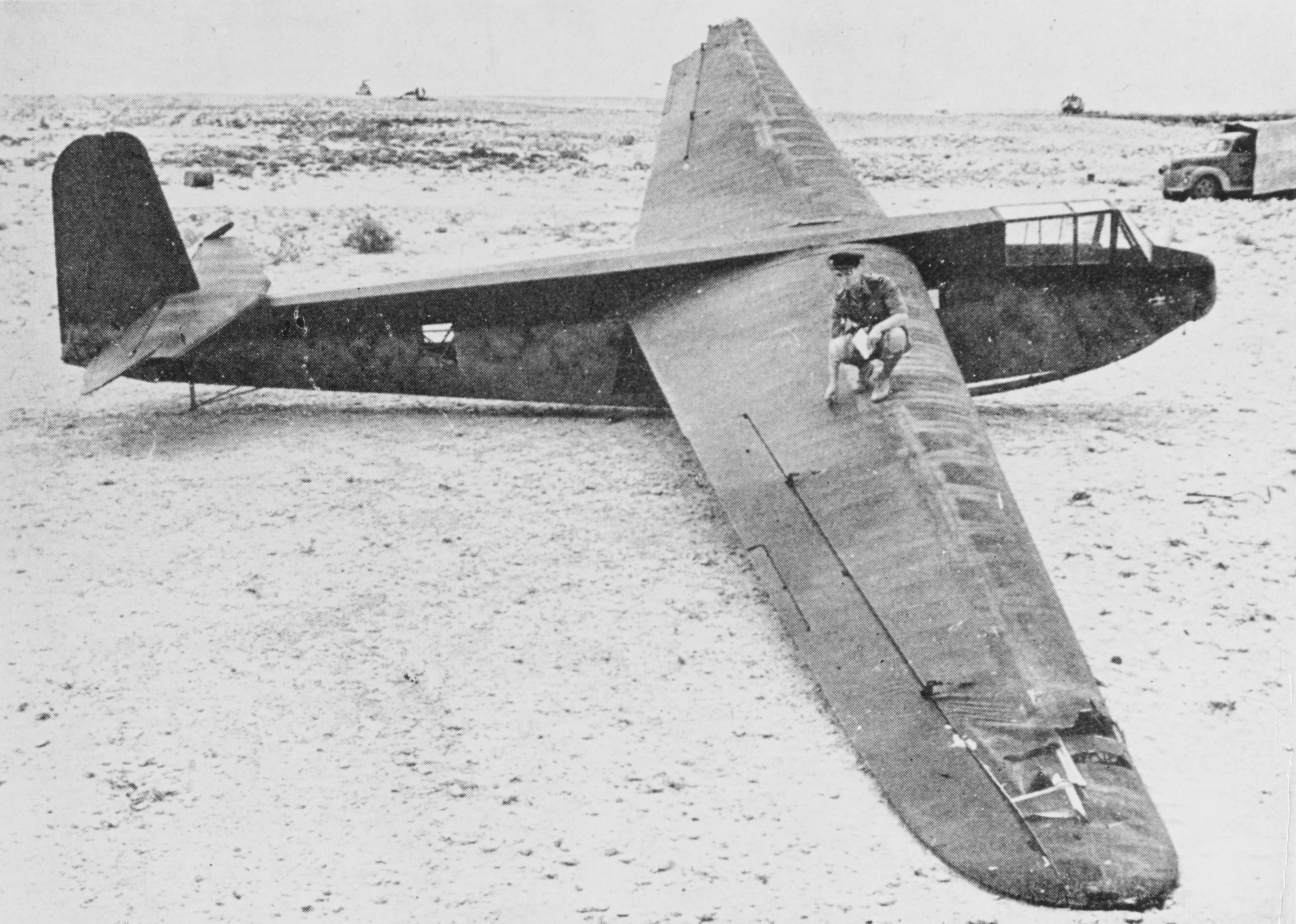
DFS 230 nach der Landung, Северная Африка, 1942

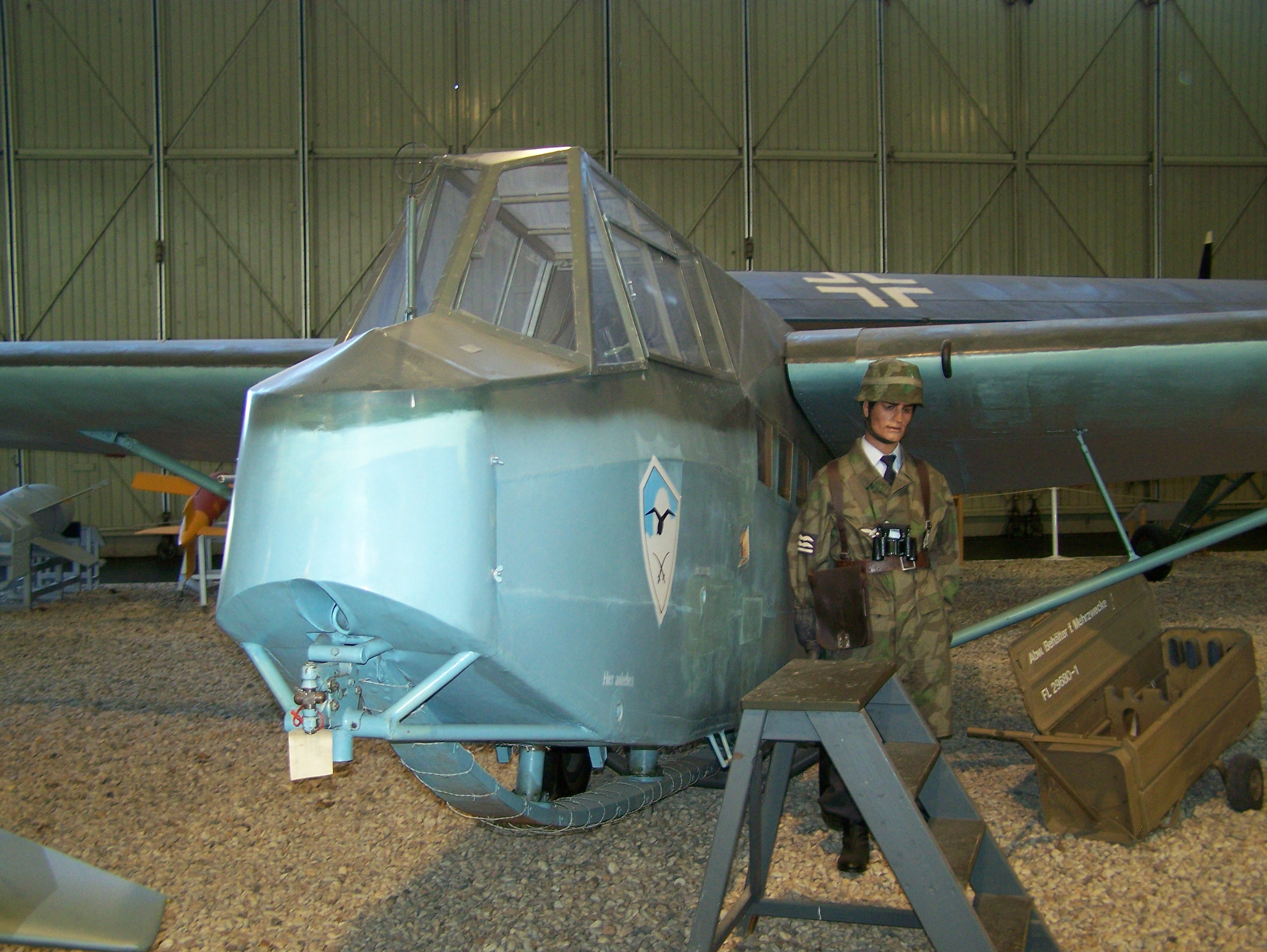
DFS-230-Nachbau в музее Gatow

По своей конструкции DFS 230 был похож на гражданский планёр, используемый метеоразведкой. Он обладал четырёхугольным в поперечном сечении фюзеляжом, а его несущая конструкция была создана из стальных труб, покрытых полотняной обшивкой. То есть планёр DFS 230 по существу был подкосным высокопланом смешанной конструкции. Кабина для экипажа располагалась в носовой части фюзеляжа и представляла собой кокпит тандемного типа. В бортах планёра были сделаны окошки для ведения огня из автоматов и люки с обеих сторон, где можно было установить пулемёты калибра 7,92 мм (также имелся люк-турель для пулемёта, который располагался над кабиной пилотов). Этот же люк использовался для погрузки в планёр.
Планёр DFS 230 был весьма небольшим самолётом, однако располагал крыльями огромного размаха, которые обеспечивали большую дальность полёта. Крылья опирались на стальные распорки.
Небольшой планёр был также весьма быстроходным, благодаря обтекаемому корпусу; в пикирующем полёте DFS 230 достигал значительной скорости, при максимальном угле в 5,2°.
Для взлёта планёр использовал сбрасываемое двухколёсное шасси, а при посадке расположенную по центру лыжу. Для укорачивания пробега при посадке на задней части крыльев были установлены посадочные щитки. Так же, у поздних модификаций, для посадки на небольшой площади были разработаны выбрасываемые из хвоста планёра парашюты и расположенные под крыльями тормозные ракеты, которые повышали угол захода и сокращали пробег.
| Технические данные DFS 230 |            |           |            |                    |
| размах крыла (м)           | масса (кг) | длина (м) | высота (м) | площадь крыла (м²) |
| 21,98                      | 860        | 11,24     | 2,74       | 41,30              |

## Эксплуатационные данные
DFS 230 использовался исключительно для спецзадач с участием небольших групп. В планёре могло помещаться до 10 человек в полной экипировке, включая 2 членов экипажа. Обшивка планёра DFS 230 чаще всего была покрашена в серый цвет, что должно было делать его менее заметным для вражеского ПВО во время посадки, также широко использовался камуфляж. В отличие от собственной скорости, скорость буксировки зависела от типа самолёта, буксировавшего планёр.
| DFS 230                      |                                         |                                        |                                                                                  |
| максимальная скорость (км/ч) | максимальная скорость буксировки (км/ч) | масса (кг)                             | пулемётное вооружение                                                            |
| 290                          | 180                                     | пустой 860, максимальная взлётная 2100 | 2 пулемёта MG34 калибра 7,92-мм по бокам и 1 пулемёт MG15 калибра 7,92-мм сверху |